# Ritchey
Ritchey è un villaggio degli Stati Uniti d'America, situato nello Stato del Missouri, nella contea di Newton.

## Storia
Ritchey era in origine chiamata Richville, e con questo nome appare nelle mappe catastali del 1870. La comunità venne chiamata così da Matthew H. Ritchey (1813–1889), che la fondò nel 1832.